# Hilda Nilsson

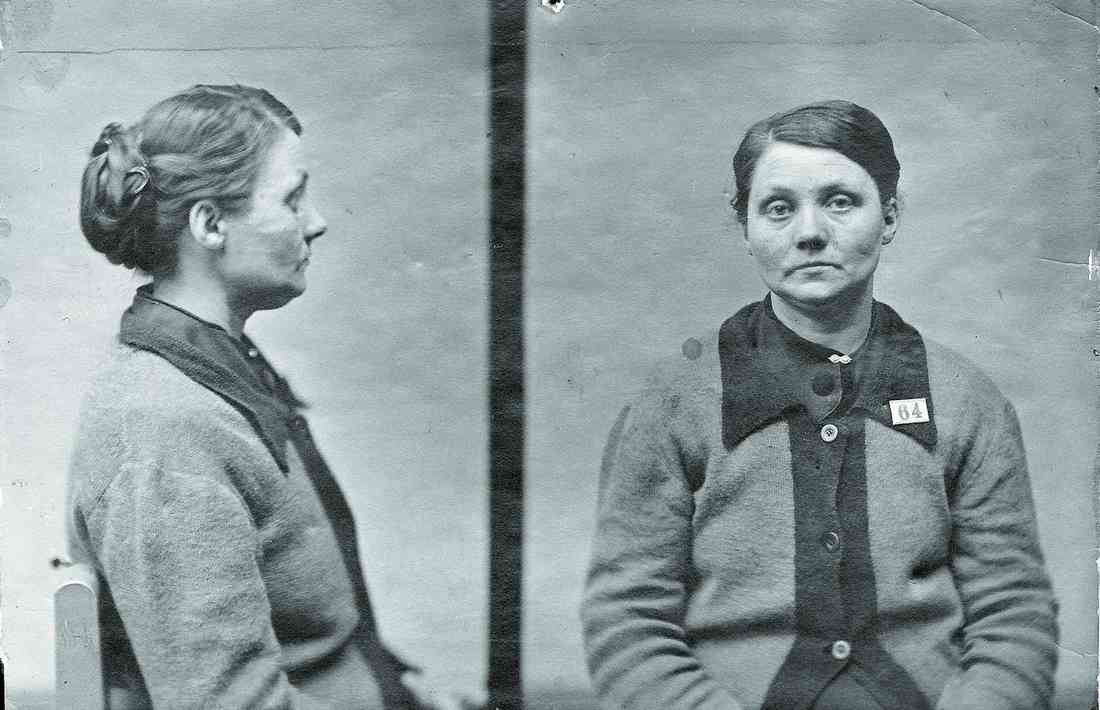
Hilda Nilsson (1917)

Hilda Nilsson (gebürtig: Hilda Lagerstedt; * 24. Mai 1876 in Tirup; † 10. August 1917 in Landskrona) war eine schwedische Serienmörderin, die als so genannte Engelmacherin mindestens acht Säuglinge und Kleinkinder ermordete.

## Leben
Über das frühe Leben von Hilda Nilsson ist nur wenig bekannt. Sie wuchs als eine von sechs Geschwistern und sieben Kindern von Olof und Kerstin Lagerstedt heran und verdiente sich als junge Frau ihren Lebensunterhalt, in dem sie in Helsingborg der Prostitution nachging. Sie wurde Mutter von drei Kindern, von denen sie eines in die Obhut von Pflegeeltern gab, zwei starben im Säuglingsalter. Durch eine bei ihr danach ausbrechende Krankheit konnte sie keine Kinder mehr bekommen. So blieb auch die Ehe mit Gustav Edward Nilsson, dessen Familiennamen sie annahm, kinderlos.
Hilda und Gustav hatten hohe Schulden. Um diese abzubezahlen, begann sie, ehelos geborene Säuglinge bei sich aufzunehmen, und von deren Müttern Geld dafür zu verlangen. Da die Kinder mehrere Monate versorgt werden mussten, und auch diese Geldsummen nicht ausreichten, um den Lebensunterhalt des Paares zu finanzieren, begann sie, die wehrlosen Kinder zu töten. Da die Behörden von der Existenz der Kinder nichts wussten und deren Mütter sie oft nicht mehr sehen wollten, gelang es Nilsson zwischen 1915 und 1917, einerseits mit diesem System an Geld zu kommen und gleichzeitig Kinder zu töten. Dabei legte sie das Kind in einen mit Wasser gefüllten Waschtrog und beschwerte diesen mit einem Waschbrett oder einem Eimer Kohle. Danach verließ sie den Raum. Als das Kind kurze Zeit später tot war, verbrannte sie dessen Leichnam. Nur zwei Pflegekinder durften leben. Gegenüber ihrem Ehemann gab sie an, sie habe die Kinder in der Zwischenzeit reicheren Familien weiter vermittelt.
Erst als Blenda Henricsson, eine der Frauen, die ihren Sohn Gunnar in Nilssons Obhut gegeben hatte, ihren Sohn wieder haben wollte, und Nilsson dies nicht mehr tun konnte, da sie ihn kurz zuvor getötet hatte, ging Henricsson zum Fosterbarnsnämnden, dem Amt der Fürsorge in Helsingborg. Die Verbrechen von Hilda Nilsson wurden von der Polizei aufgedeckt.
Hilda Nilsson wurde am 13. Juni 1917 wegen sieben Morden und einem Totschlag zum Tod durch die Guillotine verurteilt und in die Zitadelle Landskrona eingewiesen. Am 10. August 1917 wurde das Urteil in eine lebenslange Freiheitsstrafe umgewandelt. Diese Wendung der Dinge erfuhr jedoch Hilda Nilsson nie, da sie am selben Tag in ihrer Zelle Suizid verübt hatte, in dem sie sich mit einem Leinentuch erhängte.

## Sonstiges
Über die Zelle 5, in der Hilda Nilsson untergebracht war, soll der Legende nach, nach ihrem Suizid ein Fluch gelastet haben. Eine Prostituierte, die man der Zelle zugewiesen hatte, wurde am nächsten Tag wahnsinnig mit einer Blutlache am Boden aufgefunden. Eine weitere Insassin der Zelle soll eine erhängte Frau am Zellenfenster gesehen haben. Zudem sollen, wenn man den Aussagen der Wärter Glauben schenken will, nachts Geräusche aus der Zelle gedrungen sein, selbst wenn der Raum nicht belegt war. Auch sträubten sich die Hunde der Wärter bei Zelleninspektionen den Raum zu betreten.